# Municipalità Marghera
Municipalità Marghera bezeichnet einen Stadtbezirk der Stadt Venedig. Er ist einer von sechs sogenannten Municipalità, in die das Gemeindegebiet von Venedig aufgeteilt ist. Der Stadtbezirk hat seinen Verwaltungssitz im Stadtteil Marghera.

## Lage und Ausdehnung
Der Stadtbezirk Marghera ist einer von vier Bezirken der Stadt Venedig, die auf der Terraferma liegen. Er umfasst den südlichen Teil der Terraferma mit Marghera und seinen Vororten sowie das Industriegebiet von Marghera. Der 35,10 km² große Bezirk liegt vollständig auf dem Festland und ist damit nach dem Stadtbezirk Favaro Veneto, der mit der zweitgrößten Landfläche in Venedig. Er macht fast 27 % der Gesamtfläche der Terraferma aus.
Der Bezirk wird im Norden von der Bahnstrecke Mailand–Venedig begrenzt. Im Süden und Westen grenzt er an die Gemeinden Mira und Campagna Lupia, im Nordosten und Osten an den Stadtbezirk Mestre - Carpenedo.

## Bevölkerung
Zum 31. Dezember 2024 zählte der Bezirk 28.181 Einwohner und war damit nach dem Stadtbezirk Favaro Veneto der bevölkerungsschwächste Stadtbezirk Venedigs auf der Terraferma. Die Bevölkerung des Bezirks konzentriert sich auf den Stadtteil Marghera mit 16.922 Einwohnern, gefolgt vom Stadtteil Catene mit 6.707 Einwohnern. Zusammen leben in den beiden Stadtteilen 83 % der Gesamtbevölkerung des Stadtbezirks. Der Stadtbezirk Marghera ist mit dem Stadtbezirk Chirignago-Zelarino der einzige Stadtbezirk Venedigs, der seit seiner Gründung 2005 eine positive Bevölkerungsentwicklung aufweist (0,7 %).
Marghera weist mit 25,6 % den höchsten Ausländeranteil von allen Stadtbezirken auf. Zudem ist er der Bezirk, in der die Personengruppe bis 24 Jahren mit 22,8 % am stärksten vertreten ist. Dem kosmopolitischen und jungen Gesicht des Stadtbezirks steht allerdings eine niedrige Ausbildungsrate gegenüber. 5,8 % der Einwohner im Alter zwischen 15 und 52 Jahren besitzen keinen abgeschlossenen Schulabschluss.

## Stadtteile
Zum Stadtbezirk Marghera gehören folgende acht Stadtteile.
- Ca’ Brentelle
- Ca’ Emiliani
- Ca’ Sabbioni
- Catene
- Malcontenta
- Marghera
- Villabona
- Zona Industriale

## Geschichte
Der Stadtbezirk entstand im Zuge eines am 7. Februar 2005 unter dem Vorsitz von Bürgermeister Paolo Costa verabschiedeten Gemeinderatsbeschlusses, der am 21. April 2005 in Kraft trat. Er umfasst die bis 1997 bestandenen Stadtviertel 17 (Marghera-Catene) und 18 (Malcontenta).

## Verwaltung
Dem Stadtbezirk stehen ein Präsident, eine vierköpfige Bezirksregierung und ein Bezirksrat mit 18 Bezirksräten vor. Die Bezirksregierung wird vom Präsidenten ernannt. Die Wahlen zum Bezirksrat finden parallel mit der Wahl des Bürgermeisters von Venedig und des Stadtrates statt. Vier ständige Bezirkratsausschüsse untersuchen und vertiefen Themen und Beratungsvorschläge, die in die Zuständigkeit des Rates fallen. In den Ratsausschüssen sind alle im Rat vertretenen Fraktionen vertreten. Sie bleiben nach ihrer Einrichtung bis zur Auflösung des Bezirksrats im Amt.